# Soyouz MS-03
Soyouz MS-03 (en russe : Союз МС-03) est une mission spatiale habitée dont le lancement a eu lieu depuis le cosmodrome de Baïkonour le 17 novembre 2016 à 20 h 20 UTC.
Il s'est amarré avec succès à la station spatiale internationale (ISS) le 19 novembre 2016 à 21 h 58 UTC après une série de manœuvres orbitales, avec plus de trois minutes d'avance sur le programme, qui prévoyait un amarrage à 22 h 1 UTC,.
Un équipage réduit composé d'Oleg Novitski et de Thomas Pesquet est revenu sur Terre le 2 juin 2017 à 14 h 10 UTC.

## Équipage

### Principal
- Commandant : Oleg Novitski  (2),  Russie, Roscosmos
- Ingénieur de vol 1 : Peggy Whitson (3),  États-Unis, NASA (reviendra avec MS-04)
- Ingénieur de vol 2 : Thomas Pesquet (1),  France, ESA (mission Proxima)

Le chiffre entre parenthèses indique le nombre de vols spatiaux effectués par l'astronaute, Soyouz MS-03 inclus.

### Réserve
L'équipage de réserve prend la place de l'équipage principal en cas de problème (maladie, accident, etc.).
- Commandant : Fiodor Iourtchikhine  (5),  Russie, Roscosmos
- Ingénieur de vol 1 : Jack Fischer (1),  États-Unis, NASA
- Ingénieur de vol 2 : Paolo Nespoli (3),  Italie, ESA

## Remarque
Une décision budgétaire de l'agence spatiale russe Roscosmos a entrainé la réduction des équipages russes de 3 à 2 cosmonautes en 2017. Pour conserver le plein potentiel scientifique de la station, la NASA a proposé que Peggy Whitson reste quelques mois de plus en orbite. Cela explique le fait rare que Soyouz MS-03 soit rentré sur Terre avec seulement deux membres d'équipage.

## Galerie

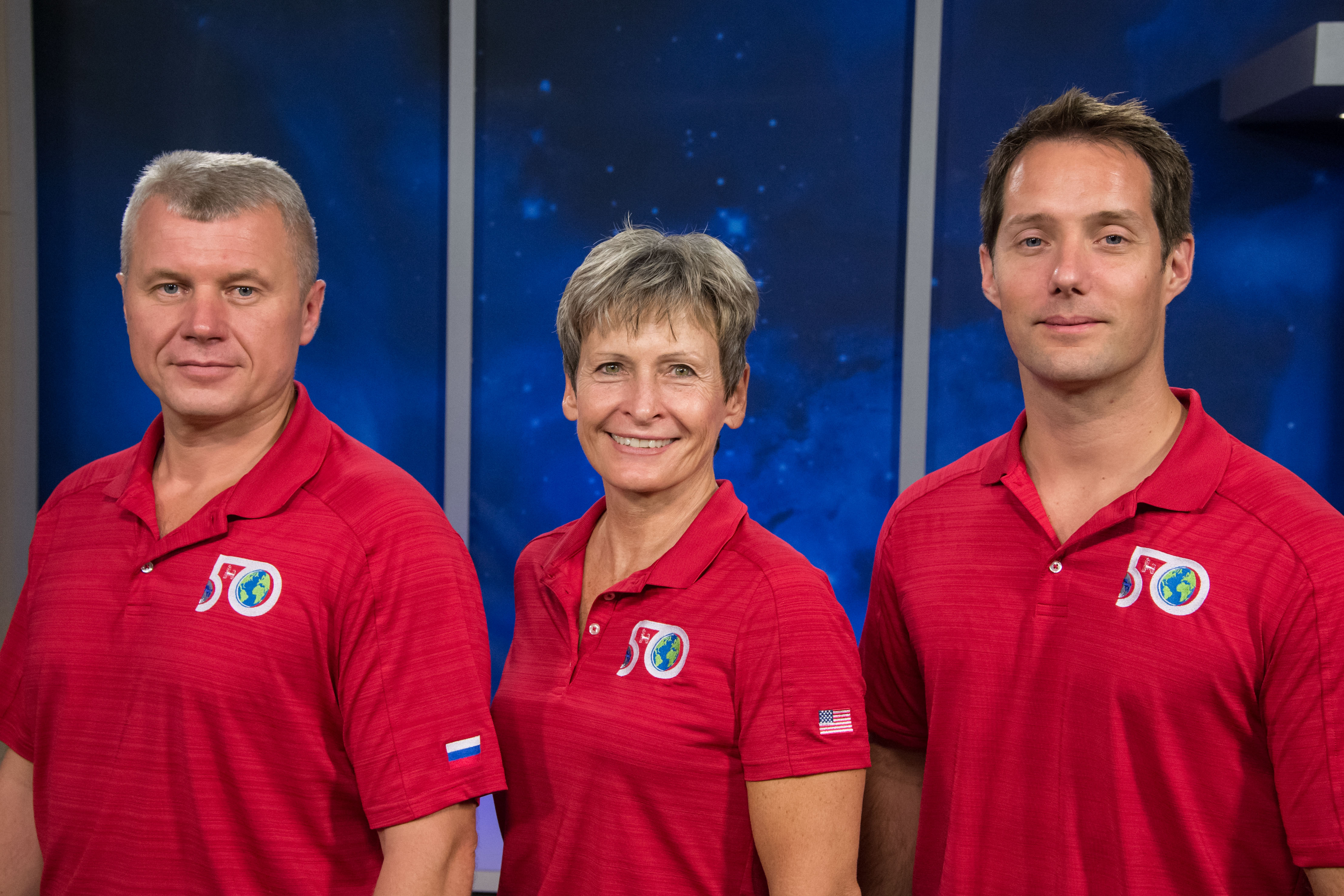
L'équipage: de gauche à droite: Novitski, Whitson et Pesquet
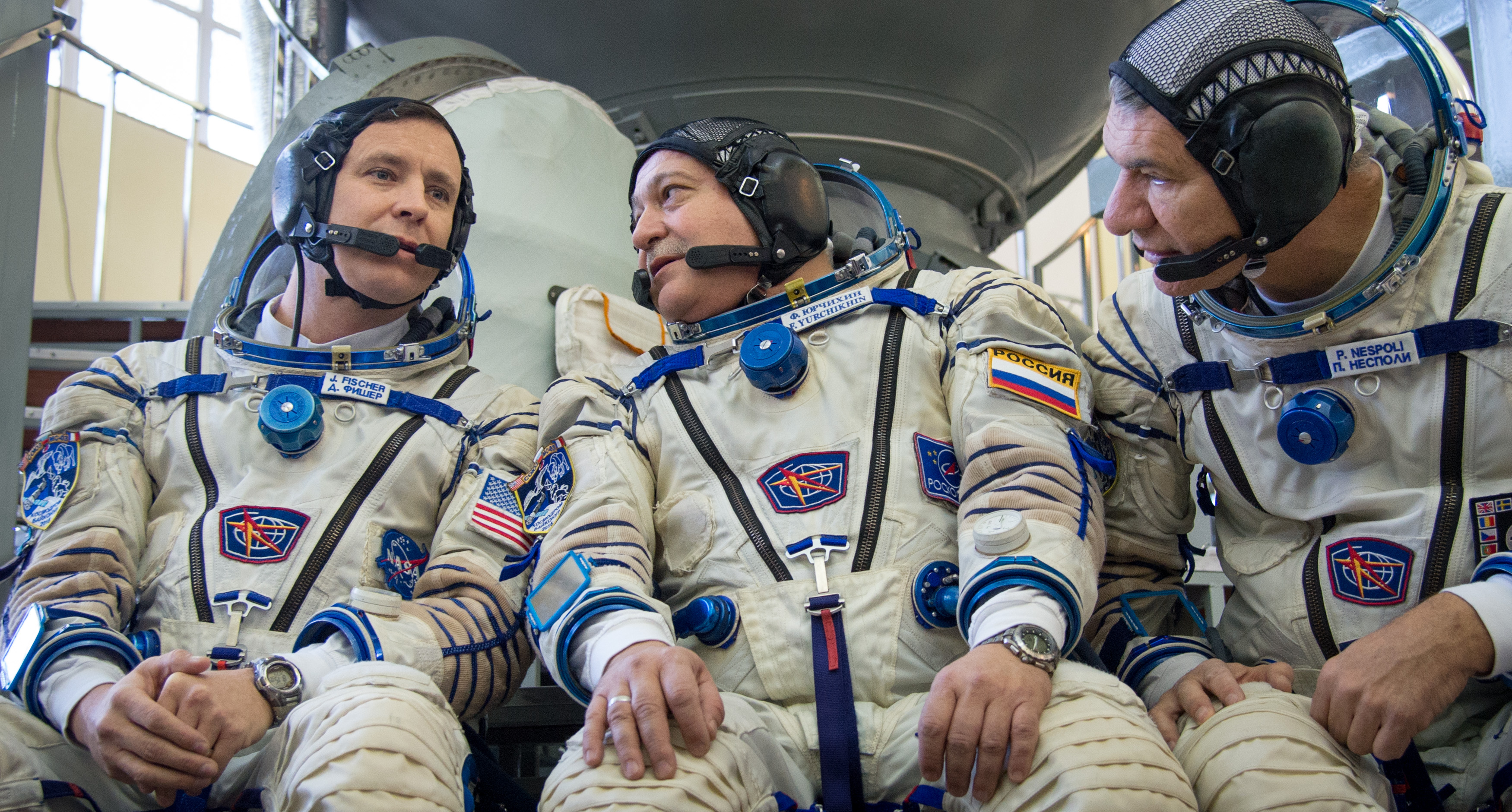
L'équipage de réserve.
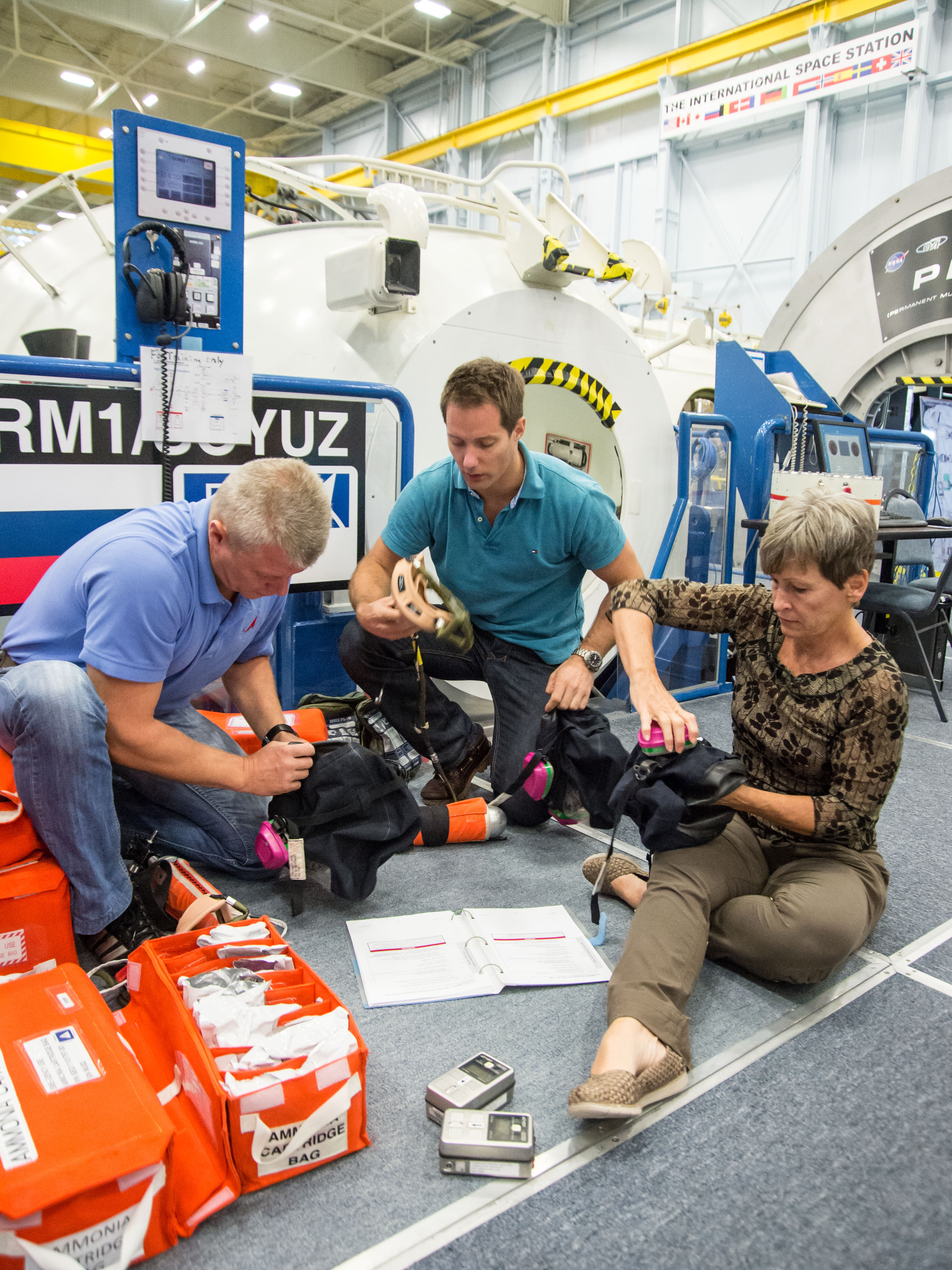
L'équipage en entrainement au JSC de la NASA à Houston.
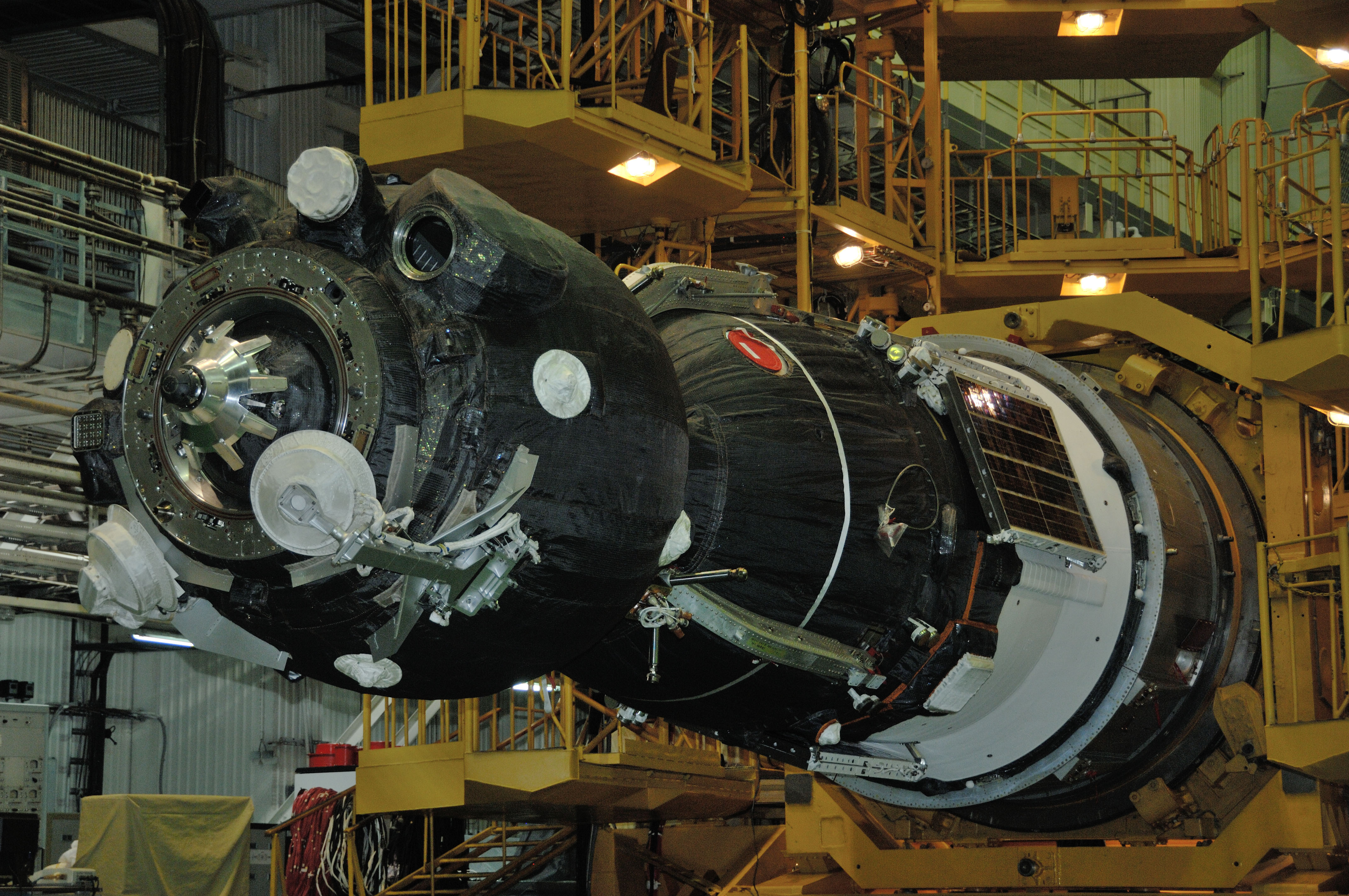
Le vaisseau avant sa mise sous coiffe.
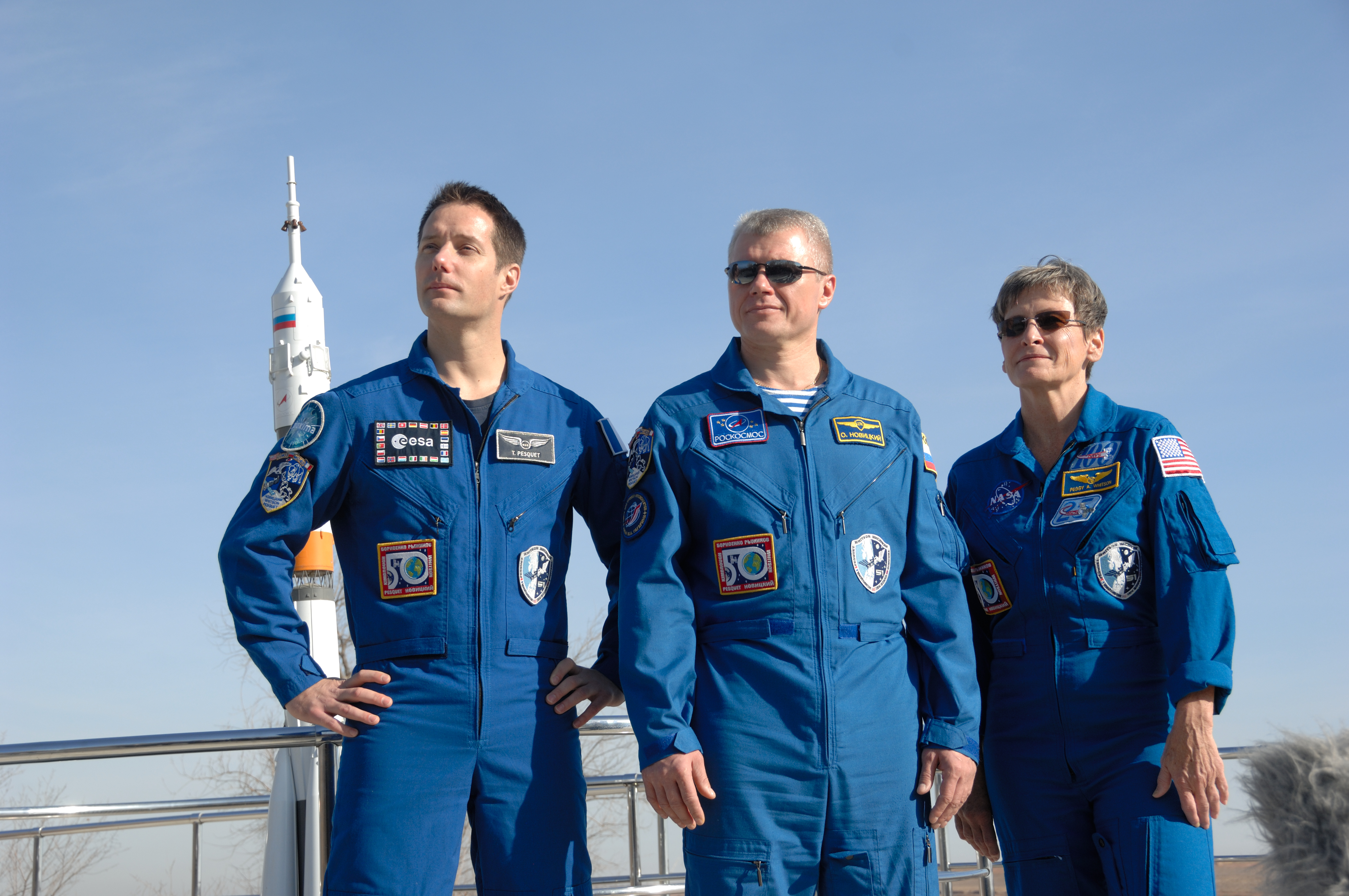
L'équipage devant leur lanceur le 10 novembre 2016.
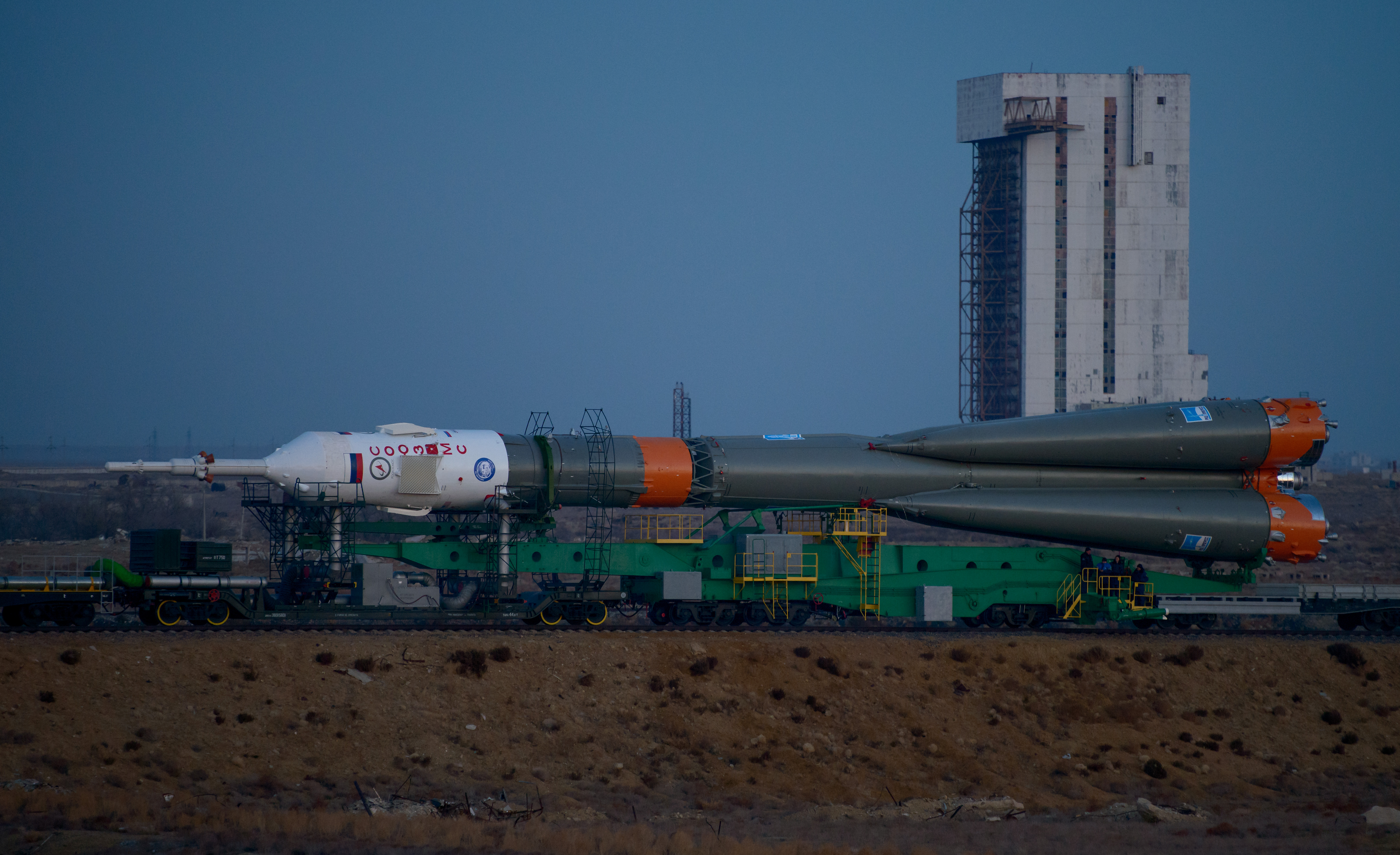
Le transport du lanceur au sol.
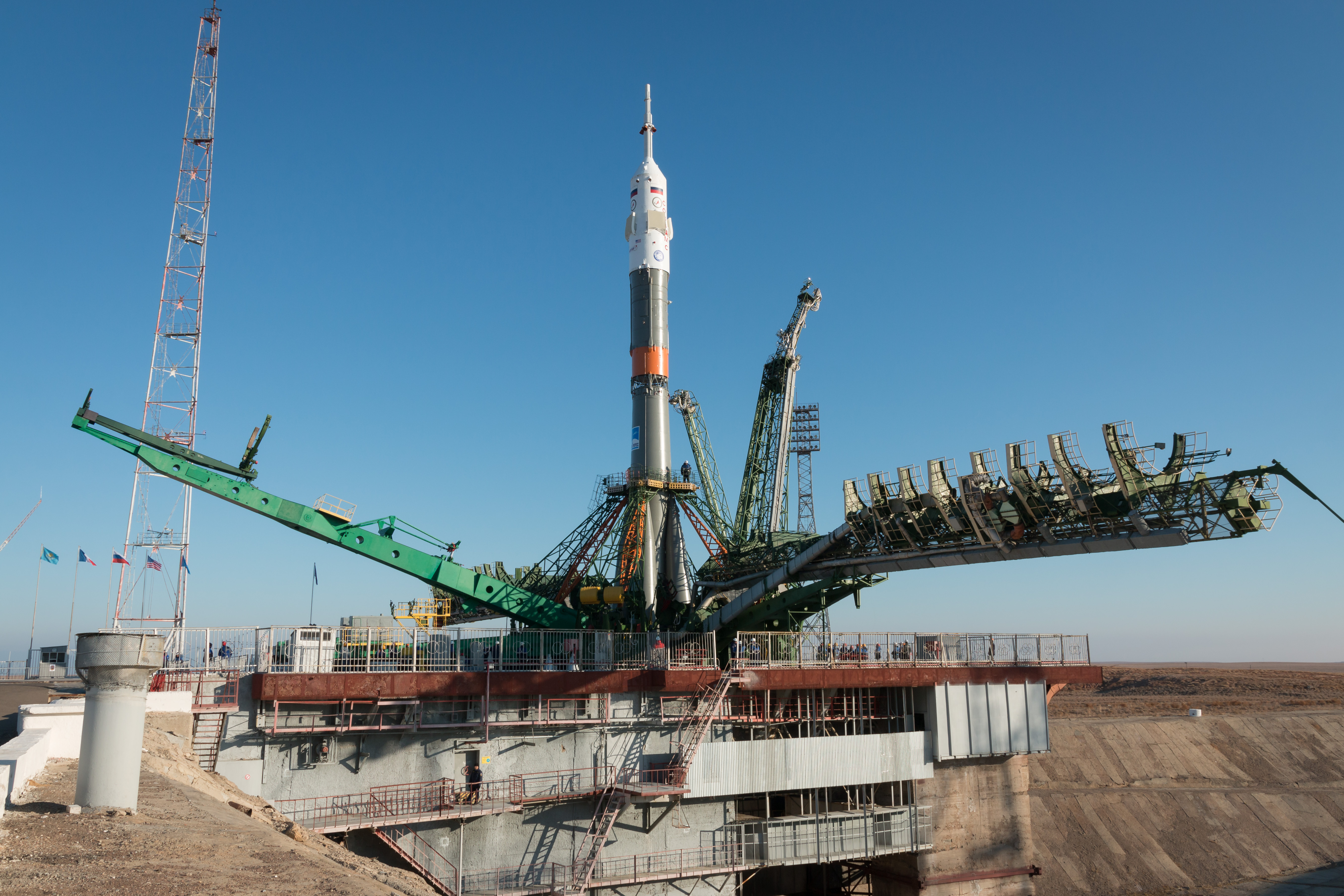
Le lanceur au moment de son érection.
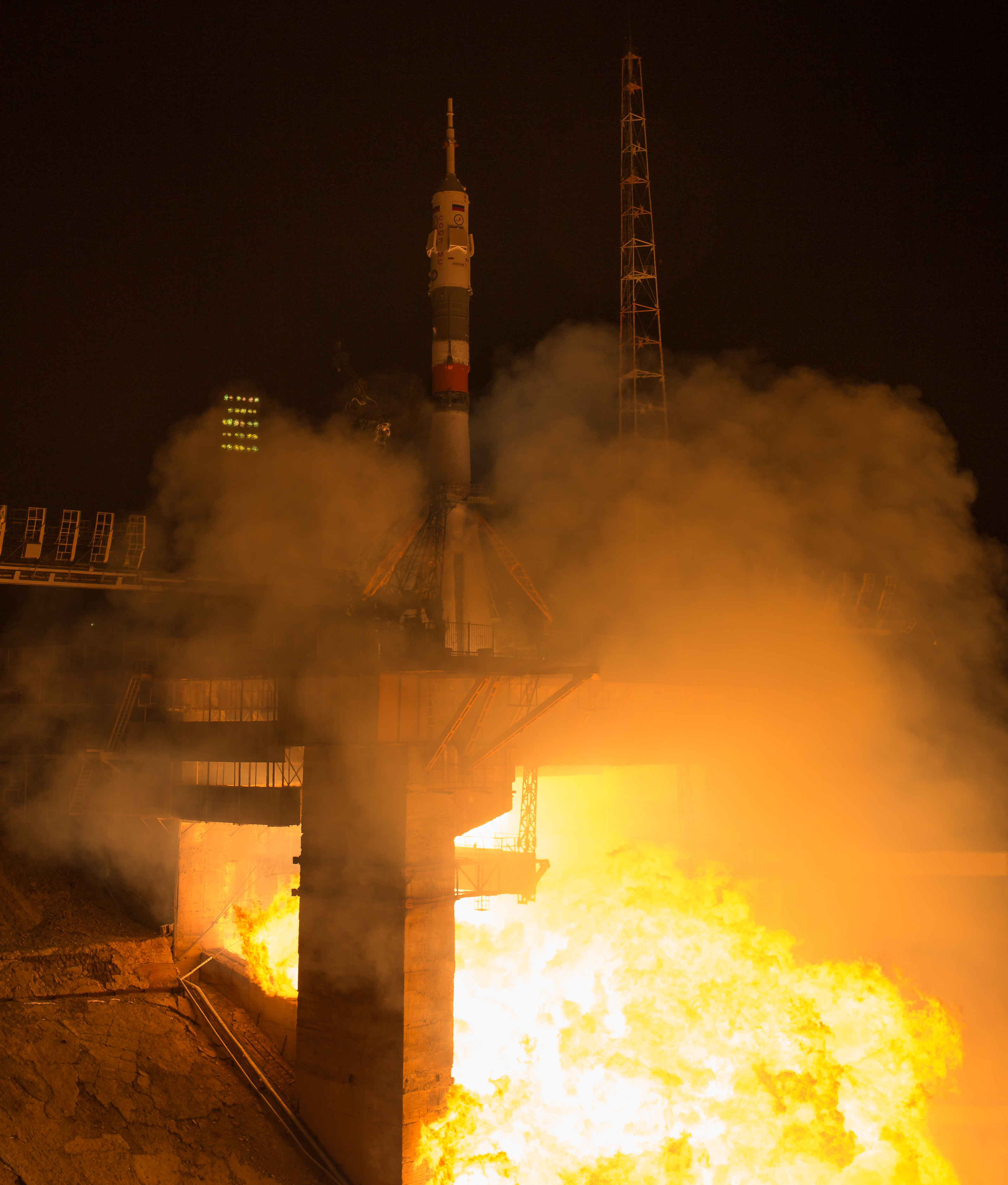
Décollage!
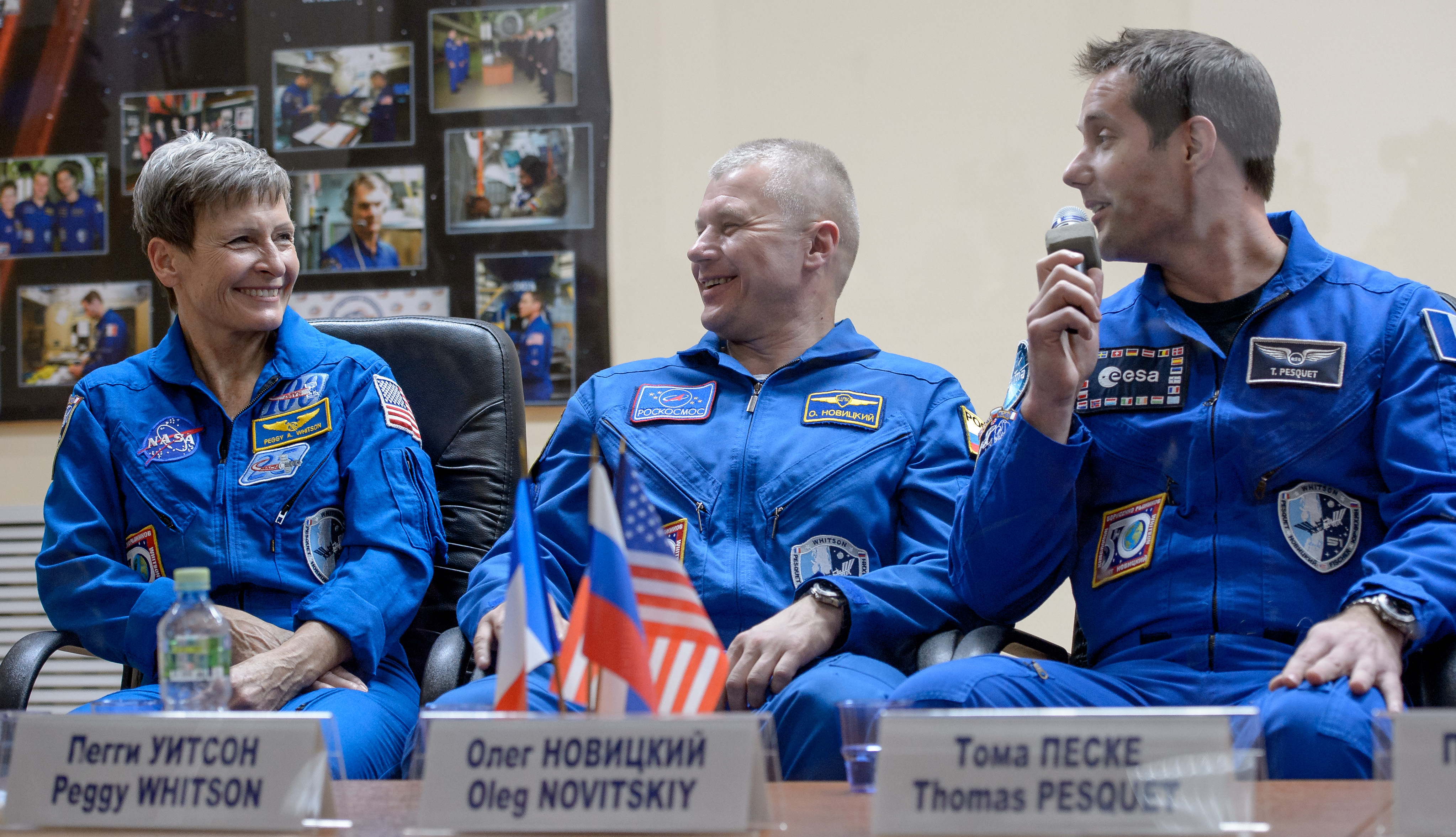
L'équipage pendant la conférence de presse avant le vol.
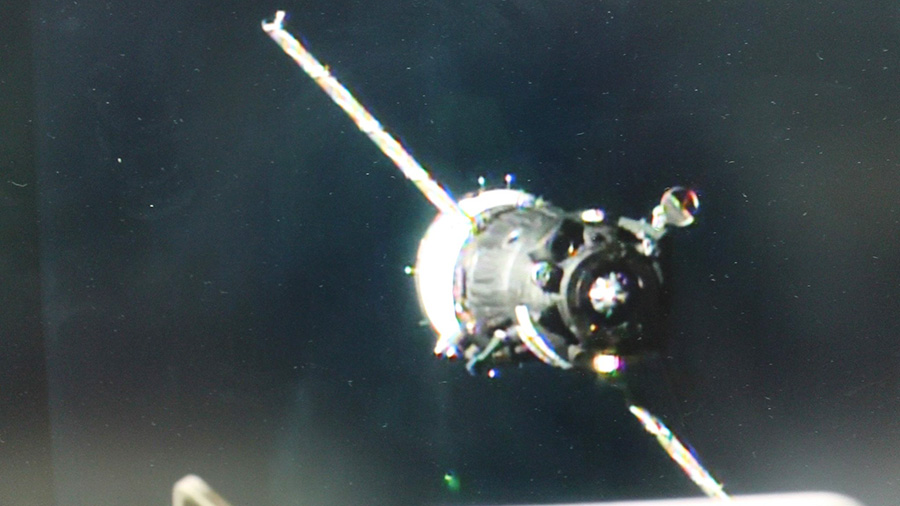
Le vaisseau en approche de l'ISS.
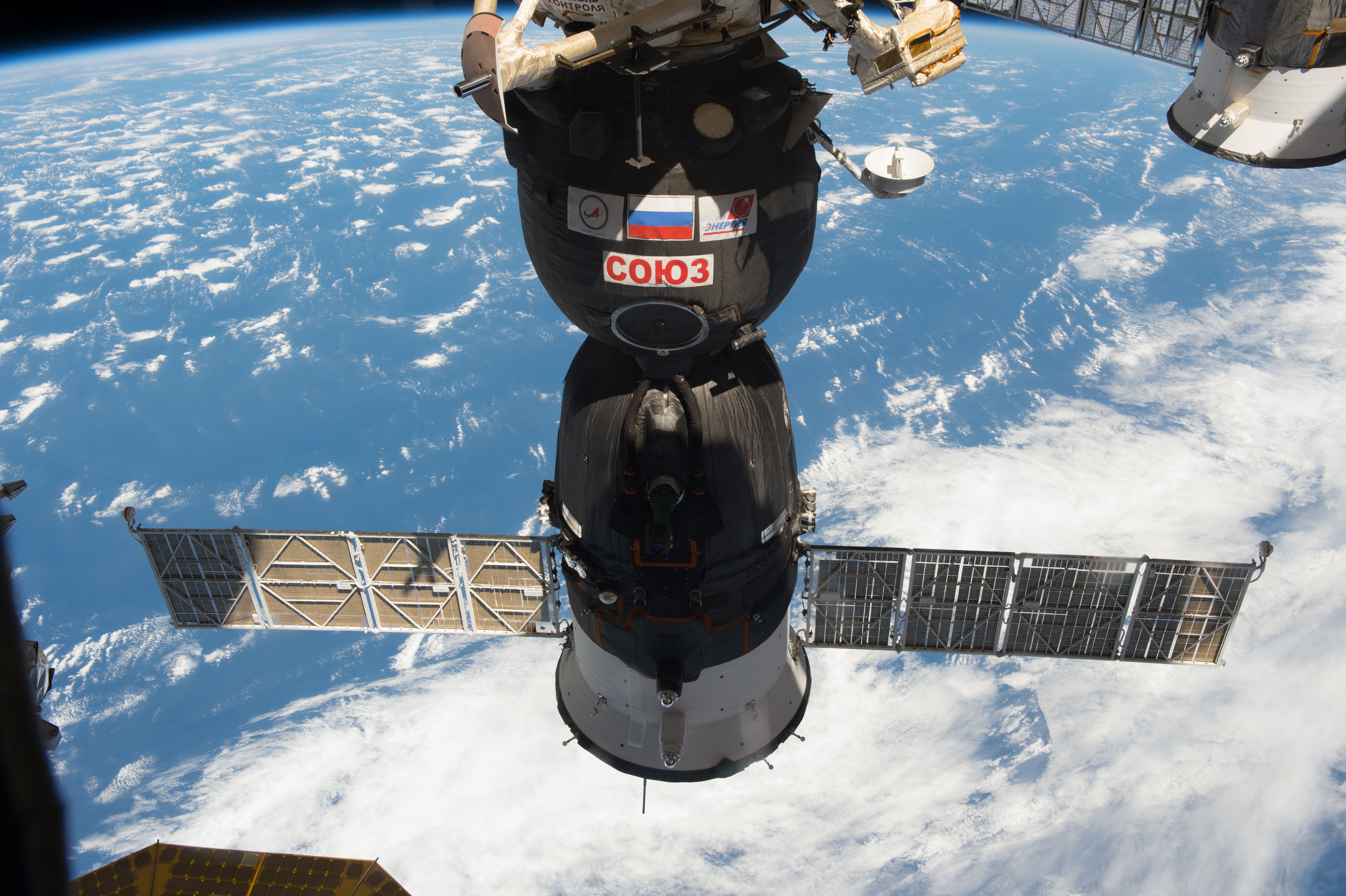
Le Soyouz amarré à l'ISS.
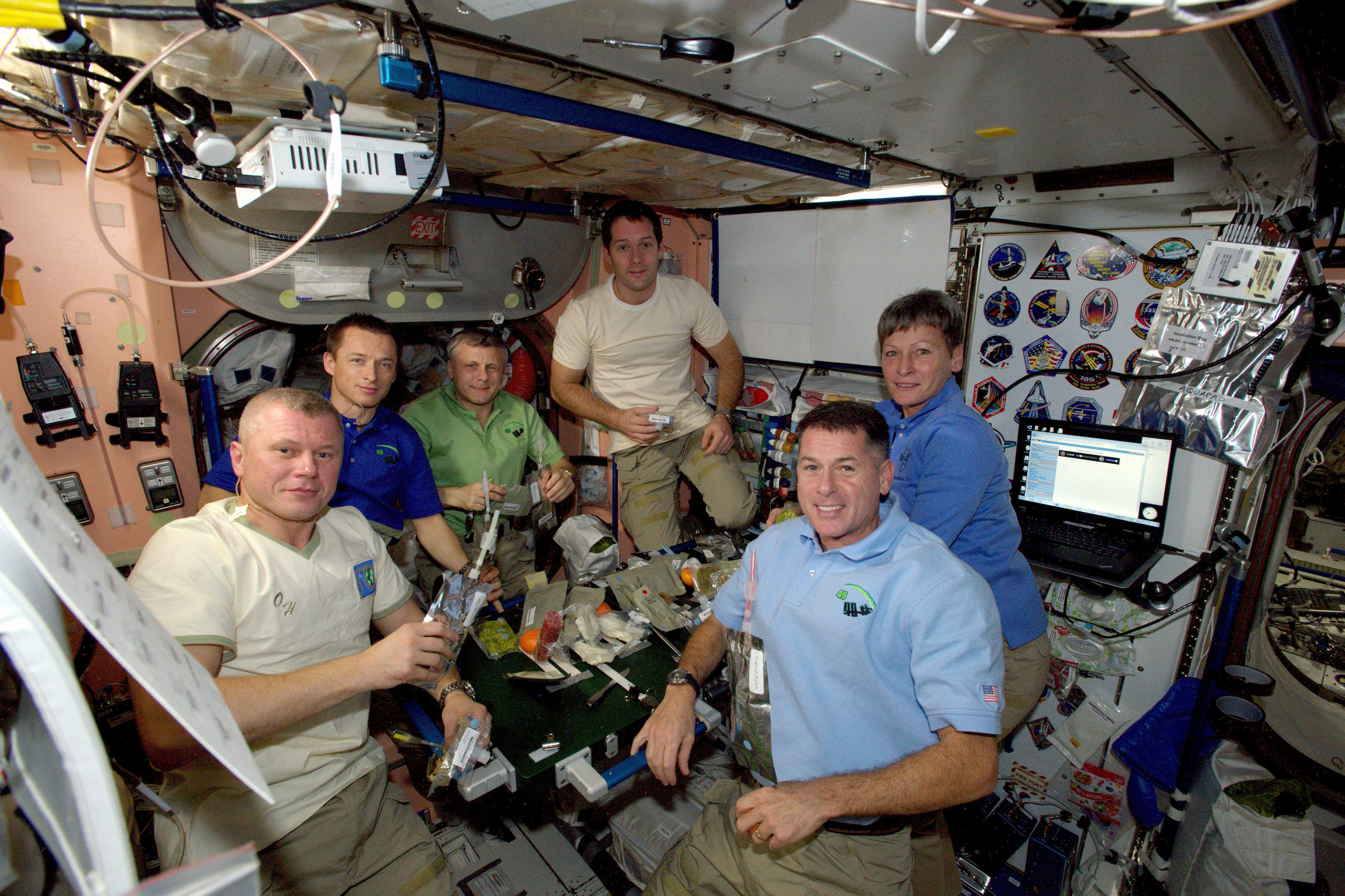
L'équipage de l'expédition 50 de l'ISS pendant le Thanksgiving.